# Şāleḩābād (ort i Hamadan)
Şāleḩābād (persiska: صالِح آباد, ساليه آباد, صالح آباد) är en ort i Iran.   Den ligger i provinsen Hamadan, i den nordvästra delen av landet, 290 km väster om huvudstaden Teheran. Şāleḩābād ligger 1 777 meter över havet och antalet invånare är 7 708.
Terrängen runt Şāleḩābād är platt norrut, men söderut är den kuperad.Runt Şāleḩābād är det ganska tätbefolkat, med 111 invånare per kvadratkilometer. Närmaste större samhälle är Bahār, 9,2 km öster om Şāleḩābād. Trakten runt Şāleḩābād består till största delen av jordbruksmark.